# ピョートル・バグラチオン

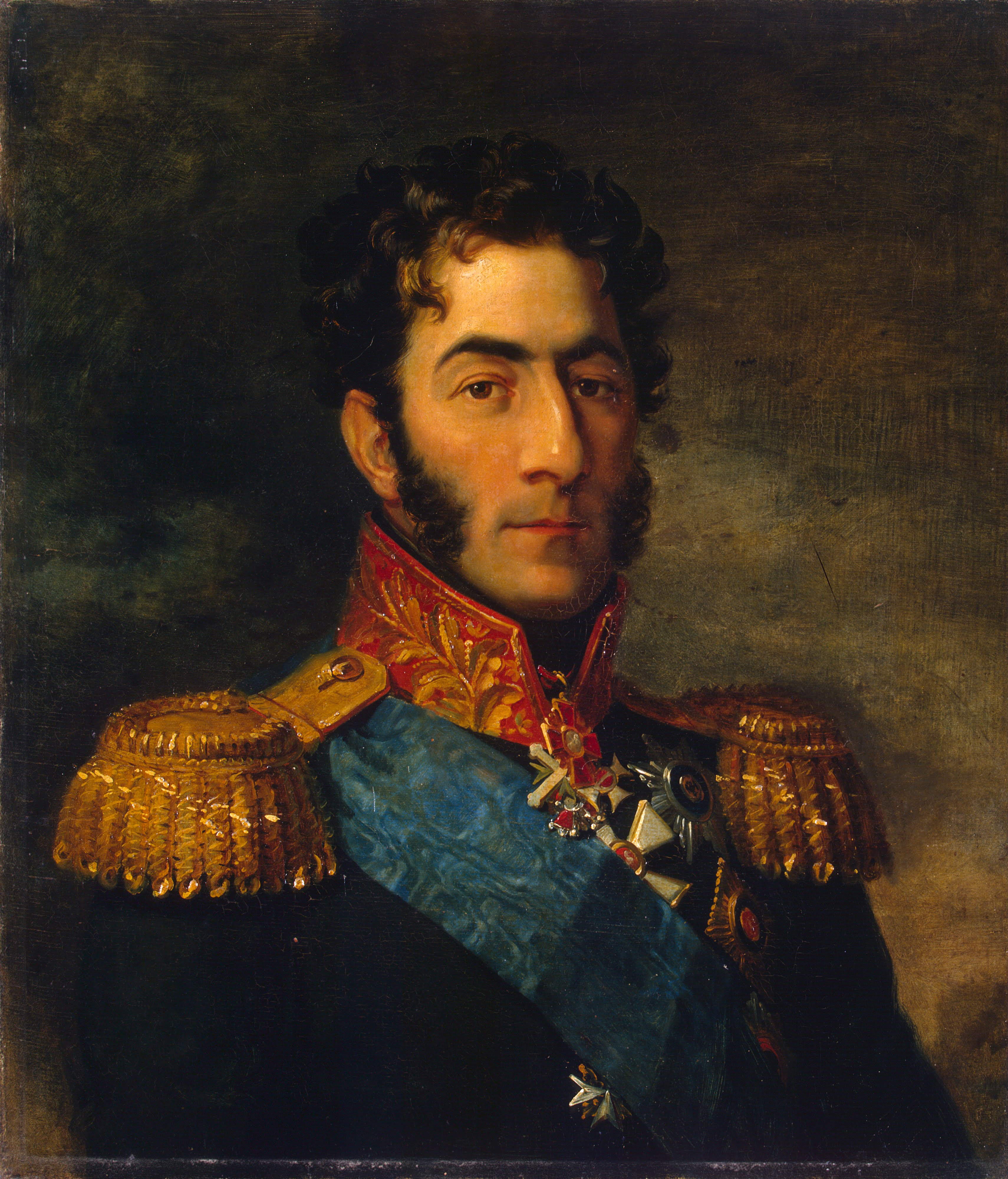
ピョートル・バグラチオン

ピョートル・イヴァーノヴィチ・バグラチオン（ロシア語: Пётр Ива́нович Багратио́н, ラテン文字転写: Pjotr Ivanovich Bagration; ジョージア語: პეტრე ბაგრატიონი, ラテン文字転写: Petre Bagrationi; 1765年7月10日 - 1812年9月12日）は、ロシア帝国の軍人、貴族。ナポレオン戦争（ロシア遠征、祖国戦争）時にロシア帝国の将軍としてロシア第2軍を率いた。
グルジアのカルトリ王国バグラティオニ朝の後裔にあたり、曾祖父はカルトリ国王イェッセである。北カフカースのキジルヤール（Kizlyar、現在のダゲスタン）で生まれ、長じてロシア帝国の将軍として仕えた。バグラチオンの父イワン・バグラチオン（イヴァーネ・バクラチオニ）は、グルジアの王子でロシア軍の大佐。バグラチオンの兄弟ロマン・バグラチオン（レヴァズ・バグラチオニ、Roman（ Revaz） Bagrationi）もロシア軍に入隊し、将軍となった。 

## 経歴
1783年、ロシア軍に入り、アストラハン歩兵連隊のカフカース・マスケット部隊に配属される。同年軍曹に昇進。数年を経て、カフカースに派遣される。1788年、トルコとの戦争に従軍し、大尉まで昇進した。1791年からキエフ騎馬猟兵連隊で勤務。ソフィア騎兵連隊に転属した1794年には前年のポーランド分割に伴いポーランドに赴任し、武勲をアレクサンドル・スヴォーロフ将軍に認められ、同年中佐に昇進した。1797年には猟兵連隊長に任じられた。1799年、少将に昇進しスヴォーロフが指揮するイタリアとスイスの戦線に同道、ブレシア攻略に成功した。ロシア帰国後の1800年に近衛猟兵大隊長となった。これは名誉職であり1805年からは別に大隊長がおかれている。1806年には同大隊は近衛猟兵連隊に拡大されたが彼の死まで名誉連隊長でありつづけた。
1805年11月中将に昇進、ホラブルムの戦いでは、5倍の敵軍と戦い麾下の半数を失いながらも、ミハイル・クトゥーゾフ将軍の本営の退却を援護し敵軍を退けることに成功した。1805年12月2日のアウステルリッツの戦いで、バグラチオンはジョアシャン・ミュラとジャン・ランヌによって率いられたフランス軍左翼と対峙した。アウステルリッツの敗北後も、1807年2月のアイラウの戦い、同年6月のフリートラントの戦いなどに転戦し、勇猛果敢に戦闘を指揮した。
1808年のフィンランド戦争においては、第21歩兵師団を率い、凍結したフィンランド湾を横断する大胆な行軍により、バグラチオンはオーランド諸島を奪取した。そして1809年、彼は露土戦争において、モルダヴィア軍を率いてオスマン帝国と戦い歩兵大将に任命された。これらの歳月における活躍により、彼はレフ・トルストイの小説『戦争と平和』の脇役として登場することとなった
1812年、バグラチオンは西部第2軍を指揮したが、モギリョフ（1812年7月23日）で敗北したため、バルクライ・ド・トーリ指揮下の主力部隊に編入された。そしてボロジノの戦い（1812年9月7日）においては軍左翼を指揮したが、そこで彼は致命傷を負った。彼は9月12日、叔母の所領であるジーミ村で死んだ。
皇帝ニコライ1世はボロジノの戦場に、彼の栄誉を称えた記念碑を建てた。将軍の遺骸は、彼が死んだ場所へ移され、そして遺骸は今日もそこに安置されている。彼の墓は第二次世界大戦中に爆破され（伝聞によれば、地方の美術館当局が、墓から骨や布の断片だけを保存し得た）、その後に元へ戻された。

## バグラチオン作戦
独ソ戦（大祖国戦争）後半の1944年6月22日にソ連軍が開始した攻勢の作戦名として、ソ連の最高指導者ヨシフ・スターリンは「バグラチオン」を選んだ。攻勢は成功し、ナチス・ドイツ軍はベラルーシから撤退した。戦後、ソ連は東プロイセン北部を併合し、それまでのドイツの都市、プロイシッシュ・アイラウ（1807年のアイラウの戦いの舞台）を、彼を記念してバグラティオノフスクと改称した。